# Joseph McKenna
Joseph McKenna, född 10 augusti 1843 i Philadelphia, Pennsylvania, död 21 november 1926 i Washington DC, var en amerikansk jurist och politiker (republikan).
Han var son till irländska invandrare. Han studerade vid St. Joseph's College, numera Saint Joseph's University, i Kalifornien. Han var ledamot av USA:s representanthus 1885-1891.
Han tjänstgjorde som USA:s justitieminister under president William McKinley 1897-1898.
President McKinley utnämnde honom till att efterträda Stephen Johnson Field i USA:s högsta domstol. Utnämningen mötte motstånd i senaten men McKennas anhängare lyckades få en majoritet av senatorer att rösta på honom i januari 1898. McKenna tog kurser vid Columbia Law School för att förbättra sina juridikkunskaper. McKenna blev känd som en centristisk domare och skrev texten till mycket få avvikande åsikter. En av hans höjdpunkter i domstolen var motiveringen av domslutet i fallet Hoke v. United States 1913 som gällde lagen Mann Act. Enligt högsta domstolen kunde kongressen inte stifta lagar om prostitutionen, eftersom det är delstaternas uppgift, men kongressen hade befogenhet att begränsa trafiken mellan olika delstater när det gäller prostitution. Senare samma år i ett annat domslut fastställde domstolen Mann Act att gälla även när det gäller andra omoraliska ändamål än prostitutionen.
McKenna avgick som domare i USA:s högsta domstol i januari 1925. Presidenten av USA:s HD, USA:s tidigare president William Howard Taft, övertalade McKenna att avgå sedan ett slaganfall tio år tidigare hade starkt begränsat förmågan att fungera i tjänsten. De sista åren i högsta domstolen hade McKenna svårt att motivera domslut på ett koherent sätt.